# Клотц, Матиас
Матиас Клотц, также Клоц (нем. Matthias Klotz; 11 июня 1653, Миттенвальд — 16 августа 1743, там же) — немецкий скрипичный мастер, родоначальник династии Клотц.

## Биография
Матиас Клотц родился в Миттенвальде около 11 июня 1653 года (дата его крещения). Вероятно, он прошёл первоначальное обучение у столяра или скрипичных дел мастера. Сохранились сведения о том, что в 1672 году он поступил в мастерскую Иоганна Райлиха в Падуе и, по словам самого Райлиха, был его подмастерьем на протяжении шести лет. В этот период он, вероятно, бывал также в других итальянских городах — Венеции, Болонье, Риме — и, возможно, учился в Кремоне у Амати, хотя достоверных подтверждений этому нет.
Окончив обучение, Клотц вернулся в Германию лишь в 1683 году. Точно неизвестно, когда он открыл в Миттенвальде собственную мастерскую, но, вероятно, до 1685 года. С 1686 по 1698 год он не раз менял место жительства, а тот факт, что с каждым разом он приобретал всё более дорогие дома, свидетельствует о том, что его инструменты имели спрос. Скрипки, изготовленные в мастерской Клотца, сочетали в себе черты инструментов Амати и тирольского мастера Якоба Штайнера.
Матиас Клотц имел учеников, которым передал своё искусство. Кроме того, он стал основателем целой династии скрипичных мастеров: дело отца продолжили его сыновья Георг, Себастьян и Иоганн Карл Клотц. Со временем Миттенвальд стал важным центром производства скрипок и сохраняет своё значение до сих пор.